# Rudersberg
Rudersberg település Németországban, azon belül Baden-Württembergben. Lakosainak száma 11 319 fő (2023. december 31.).

## Népesség
A település népessége az elmúlt években az alábbi módon változott:
| Lakosok száma | 7339 | 8195 | 8950 | 9189 | 9874 | 11 265 | 11 426 | 11 702 | 11 033 | 11 319 |
|               | 1961 | 1967 | 1974 | 1980 | 1987 | 1993   | 2000   | 2006   | 2013   | 2023   |